# Калье Тобон, Игнасио
Игнасио Калье Тобон (исп. Ignacio Calle Tobón; 16 ноября 1930 или 21 августа 1931, Медельин — 24 февраля 1982, Медельин) — колумбийский футболист, участник чемпионата мира по футболу 1962 года.

## Биография

### Клубная карьера
На протяжении 14 сезонов Калье играл за одну команду «Атлетико Насьональ», за которую сыграл 346 матчей, выиграв с командой в 1954 году чемпионат страны.

### Карьера в сборной
В составе сборной Колумбии был участником чемпионата мира 1962 года, но на турнире не сыграл ни в одном матче. Всего за сборную Колумбии сыграл 5 матчей, в которых не забил ни одного мяча.

### Смерть
Скончался 24 февраля 1982 года в возрасте 50 лет в больнице города Медельин от тромбоэмболии лёгочной артерии.

## Достижения
«Атлетико Насьональ»
- Чемпион Колумбии (1): 1954